# Sky’s the Limit
«Sky’s The Limit» (с англ. — «Нет предела совершенству») — третий сингл американского рэпера The Notorious B.I.G. из его второго студийного альбома Life After Death, выпущенный 14 ноября 1997 года на лейбле Bad Boy Records.
В записи песни приняла участие R&B-группа 112. Песня была спродюсирована Clark Kent и она содержит семплы из песен Bobby Caldwell «My Flame» (1978) и D. Train «Keep On» (1982).
Сингл достиг 60 места в чарте Billboard Hot 100, 34 места в чарте Hot R&B/Hip-Hop Songs и 4 места в чарте Hot Rap Singles. А также занял 35 место в чарте UK Singles Chart в Великобритании. Сингл был сертифицирован как «золотой» 16 декабря 1997 года.

## О песне
«Sky’s The Limit» — это история «из грязи в князи», три куплета описывают разные стороны жизни Бигги. Сингл стал «золотым» после его смерти в 1997 году.
Бигги впервые описывает его ранние годы, когда он ещё учился в школе. Несмотря на то, что он всегда был опытным учеником, его мать вспоминала, что после перевода в Высшую школу профессионального и технического образования им. Джорджа Вестингауза (англ. George Westinghouse Career and Technical Education High School), он начал строить из себя умника. Это было показано в фильме Notorious.
Бигги начал торговать наркотиками, когда ему было 12 лет, но его мама узнала об этом несколько лет спустя и выгнала его. Затем у него были молодые люди, которые занимались торговлей на углу для него, и этот период, описанный во втором куплете, в конечном итоге привёл его к тюремному заключению почти на десять месяцев.
В заключение, в третьем куплете Бигги размышляет над ошибками в жизни наркобизнеса, которые убедили его стать рэпером.
В апрельском номере журнала XXL за 2003 год продюсер трека Clark Kent рассказал о том, как Бигги выбрал именно этот бит в 1995 году:

Однажды мы были в Нью-Йорке, Бигги записывал вокальные партии для «Who Shot Ya?». Затем он пошёл провожать меня на автобусную остановку, и у меня была кассета, полная треков (инструменталов). Он слушал мою кассету и говорил: «Это для Junior M.A.F.I.A., Это для Junior M.A.F.I.A., Это для Junior M.A.F.I.A.». Вот как он выбрал все треки для альбома группы Junior M.A.F.I.A. Прямо с той кассеты. Затем он сказал: «А это для меня». Это был трек «Sky’s The Limit». Я сказал: «Мэн, ты же не сделаешь альбом в течение полутора или двух лет». Он сказал: «Мне плевать — просто держи этот трек у себя. Он для меня». Я должен был сказать ему, что Akinyele тоже хотел взять этот трек. Но Бигги сказал: «Это для меня».

## Видеоклип
Видео на трек «Sky’s The Limit» — один из немногих клипов, снятых после смерти The Notorious B.I.G. Режиссёром работы стал Спайк Джонз, который пригласил на съёмки детей, исполнивших роли Бигги, Busta Rhymes, Lil' Kim и Puffy. В основе сюжета — роскошная жизнь рэпера: дорогой особняк, громкие вечеринки и толпы фанатов. И несмотря на то, что подобная концепция может показаться банальной, местами даже пошлой из-за того, что роли исполнили дети, зрители и критики высоко оценили видео.

## Наследие
В 2018 году суперзвезда UFC Конор МакГрегор выразил немного уважения культовому магнату хип-хопа. 17 ноября Конор опубликовал на своей странице в Инстаграме цитату из классического произведения B.I.G. «Sky’s The Limit»: «Stay far from timid, only make moves when your hearts in it, and live the phrase sky’s the limit — The Notorious B.I.G.» (с англ. — «Сторонитесь робких, делайте только то, к чему лежит ваше сердце. И живите фразой "Нет предела совершенству"»).

## Список композиций

### Винил12"
Сторона А
1. «Sky’s The Limit» (Radio Edit) — 4:12
2. «Kick In The Door» (Radio Edit) — 3:43
3. «Going Back To Cali» (Radio Edit) — 3:57
4. «Sky’s The Limit» (Instrumental) — 4:35

Сторона Б
1. «Kick In The Door» (Club Mix) — 3:43
2. «Going Back To Cali» (Club Mix) — 3:55
3. «Kick In The Door» (Instrumental) — 3:43
4. «Going Back to Cali» (Instrumental) — 4:13

### CD-сингл
1. «Sky’s The Limit» (Radio Edit) — 4:12
2. «Kick In The Door» (Radio Edit) — 3:43
3. «Going Back To Cali» (Radio Edit) — 3:57
4. «Sky’s The Limit» (Instrumental) — 4:35

### Аудиокассета
1. «Sky’s The Limit» (Radio Edit) — 4:12
2. «Going Back To Cali» (Radio Edit) — 3:57

## Чарты

### Еженедельные чарты
| Чарт (1997)                                          | Высшая позиция |
| ---------------------------------------------------- | -------------- |
| Canada (RPM) (недоступная ссылка)                    | 11             |
| Германия (GfK)                                       | 93             |
| Нидерланды (Single Top 100)                          | 75             |
| Новая Зеландия (Recorded Music NZ)                   | 24             |
| UK Singles Chart                                     | 35             |
| Billboard Hot 100 (недоступная ссылка)               | 60             |
| Billboard Hot R&B/Hip-Hop Songs (недоступная ссылка) | 34             |
| Billboard Hot Rap Songs (недоступная ссылка)         | 4              |

## Сертификация
| Регион                                                      | Сертификация | Продажи  |
| ----------------------------------------------------------- | ------------ | -------- |
| США (RIAA)                                                  | Золотой      | 500 000^ |
| ^ Данные о тиражах приведены только на основе сертификации. |              |          |